# Гојко Цимирот
Гојко Цимирот (Требиње, 19. децембар 1992) босанскохерцеговачки је професионални фудбалер српског порекла. Тренутно наступа за Стандард Лијеж и репрезентацију Босне Херцеговине. Висок је 178 центиметра и игра на позицији дефанзивног везног.
Наступао је за клубове Леотар, Сарајево и ПАОК, као и за репрезентацију Босне и Херцеговине до 21 године.

## Клупска каријера

### Почетак каријере
Гојко Цимирот је своју фудбалску каријеру започео у омладинским погонима ФК Леотара из Требиња. У јулу 2011. године, придружио се првом тиму Леотара у којем остаје све до 2013. године. За две године у дресу Леотара, уписује 48 наступа и постиже три гола.

### Сарајево
У јулу 2013. године, Цимирот напушта требињски клуб и прелази у ФК Сарајево за необјављену суму новца. Свој деби за Сарајево уписује у победи 1–0 против санмаринског Либертаса почетком јула 2013. године у склопу квалификација за УЕФА лигу Европе. У својој првој сезони у дресу Сарајева уписује 31 наступ и постаје један од стандардних играча тима са Кошева. Након сјајних партија у дресу Сарајева, Цимирот добива позив за наступ у дресу репрезентације Босне и Херцеговине, али и привлачи интерес великих иностраних клубова. Током свог ангажмана за ФК Сарајево, Цимирот бива сматран за најбољег играча босанскохерцеговачке Премијер лиге.

### ПАОК
У августу 2015. године, Гојко прелази у грчки фудбалски клуб ПАОК из Солуна за 1,3 милиона евра. Свој деби за грчки клуб остварује у првом колу првенства Грчке крајем августа 2015. године, када ПАОК ремизира са екипом Шкода Ксанти резултатом 0–0. Након те утакмице, Цимирот доживљава повреду кука и због тога паузира све до децембра 2015. године. Половином фебруара 2016. године, Цимирот постиже свој први гол за ПАОК против екипе атинског Панатинаикоса у ремију 2–2, у склопу првенства. Своју прву сезону окончава са једним постигнутим голом на 31 одиграној утакмици у свим такмичењима.

## Репрезентативна каријера
Гојко Цимирот је одиграо укупно седам утакмица за репрезентацију Босне и Херцеговине до 21 године. Након сјајних партија у дресу Сарајева, Цимирот бива позван да наступи за сениорски тим Босне и Херцеговине. За сениорску репрезентацију Босне и Херцеговине дебитовао је 4. септембра 2014. године на пријатељској утакмици против селекције Лихтенштајна која је исходовала победу Босне и Херцеговине резултатом 3–0.
Током 2015. године, Цимирот није добивао прилику да наступа за Босну и Херцеговину, али га је селектор Мехмед Баждаревић позвао да наступи у квалификацијама за Светско првенство 2018. године против селекције Естоније у септембру 2016. године.

## Статистика каријере

### Клупска
Ажурирано 20. новембра 2017. године
| Клуб       | Сезона     | Лига            | Лига    | Лига   | Куп     | Куп    | УЕФА    | УЕФА   | Укупно  | Укупно |
| Клуб       | Сезона     | Дивизија        | Наступи | Голови | Наступи | Голови | Наступи | Голови | Наступи | Голови |
| ---------- | ---------- | --------------- | ------- | ------ | ------- | ------ | ------- | ------ | ------- | ------ |
| Леотар     | 2009/10.   | Премијер лига   | 1       | 0      | 0       | 0      | –       | –      | 1       | 0      |
| Леотар     | 2011/12.   | Премијер лига   | 18      | 1      | 1       | 0      | –       | –      | 19      | 1      |
| Леотар     | 2012/13.   | Премијер лига   | 28      | 2      | 1       | 0      | –       | –      | 29      | 2      |
| Леотар     | Укупно     | Укупно          | 47      | 3      | 2       | 0      | –       | –      | 49      | 3      |
| Сарајево   | 2013/14.   | Премијер лига   | 27      | 0      | 8       | 0      | 4       | 0      | 39      | 0      |
| Сарајево   | 2014/15.   | Премијер лига   | 26      | 0      | 4       | 0      | 6       | 0      | 36      | 0      |
| Сарајево   | 2015/16.   | Премијер лига   | 2       | 0      | 0       | 0      | 2       | 0      | 4       | 0      |
| Сарајево   | Укупно     | Укупно          | 55      | 0      | 12      | 0      | 12      | 0      | 79      | 0      |
| ПАОК       | 2015/16.   | Суперлига Грчке | 19      | 1      | 6       | 0      | 1       | 0      | 26      | 1      |
| ПАОК       | 2016/17.   | Суперлига Грчке | 31      | 0      | 6       | 0      | 12      | 0      | 49      | 0      |
| ПАОК       | 2017/18.   | Суперлига Грчке | 8       | 0      | 1       | 0      | 4       | 1      | 13      | 1      |
| ПАОК       | Укупно     | Укупно          | 58      | 1      | 13      | 0      | 17      | 1      | 88      | 2      |
| Све укупно | Све укупно | Све укупно      | 160     | 4      | 27      | 0      | 29      | 1      | 216     | 5      |

### Репрезентативна
Ажурирано 7. септембра 2021.
| Репрезентација      | Година | Наступи | Голови |
| ------------------- | ------ | ------- | ------ |
| Босна и Херцеговина |        |         |        |
| 2014                | 2      | 0       |        |
| 2016                | 1      | 0       |        |
| 2017                | 4      | 0       |        |
| 2018                | 8      | 0       |        |
| 2019                | 7      | 0       |        |
| 2020                | 7      | 0       |        |
| 2021                | 4      | 0       |        |
| Укупно              | Укупно | 33      | 0      |

## Трофеји

### Клупски
ФК Сарајево
- Премијер лига Босне и Херцеговине
  - Прваци (1): 2014/15.
- Куп Босне и Херцеговине
  - Прваци (1): 2013/14.

ФК ПАОК
- Куп Грчке
  - Прваци (1): 2016/17.